# شهرستان چیتینسکی
شهرستان چیتینسکی (به لاتین: Chitinsky District) یک شهرستان در روسیه است که در سرزمین زابایکالسکی واقع شده‌است.